# 小林賢次
小林 賢次（こばやし けんじ、1943年8月20日 - 2013年6月29日）は、日本の国語学者。学位は、文学博士（(旧)東京都立大学・1999年）。(旧)東京都立大学名誉教授。

## 略歴
群馬県安中市生まれ、新潟県十日町市で育つ。1966年東京教育大学国文科卒、1970年同大学院文学研究科日本文学専攻博士課程中退、香川大学教育学部助手、1971年講師、1973年助教授、1978年新潟大学教育学部助教授、1981年上越教育大学助教授。1987年(旧)東京都立大学助教授、1991年教授。1999年「狂言台本を主資料とする中世語彙語法の研究」で(旧)東京都立大学より文学博士の学位を取得。2005年(旧)東京都立大学名誉教授、京都女子大学教授、2007年早稲田大学教育・総合科学学術院特任教授。2012年日本語学会会長。1985年佐伯国語学賞を受賞。妻は小林千草。

## 著書
- 『詞玉橋・詞玉襷（富樫広蔭著）』（影印・解説）勉誠社 1979
- 『日本語条件表現史の研究』ひつじ書房 ひつじ研究叢書 1996
- 『狂言台本を主資料とする中世語彙語法の研究』勉誠出版 2000
- 『狂言台本とその言語事象の研究』ひつじ書房 ひつじ研究叢書 2008
- 『中世語彙語史論考』清文堂出版 2015

### 共編著
- 『続狂言記の研究』北原保雄共著 勉誠社 1985
- 『狂言六義全注』北原保雄共著 勉誠社 1991
- 『日本語要説』工藤浩,真田信治,鈴木泰,田中穂積,土岐哲,仁田義雄,畠弘巳,林史典,村木新次郎,山梨正明共著 ひつじ書房 1993
- 『日本語学キーワード事典』小池清治,細川英雄,犬飼隆共編 朝倉書店 1997
- 『日本語表現・文型事典』小池清治,細川英雄,山口佳也共編 朝倉書店 2002
- 『明鏡国語辞典』北原保雄共編 大修館書店 2002
- 『問題な日本語』北原保雄共著 大修館書店 2004
- 『日本語史探究法』梅林博人共著 朝倉書店 シリーズ<日本語探究法> 2005
- 『狂言六義総索引』東京都立大学中世語研究会共編 勉誠出版 2005
- 『続弾！　問題な日本語』北原保雄共著 大修館書店 2005
- 『問題な日本語　その３』北原保雄共著 大修館書店 2007
- 『明鏡国語辞典　第二版』北原保雄共編 大修館書店 2010
- 『問題な日本語　その４』北原保雄共著 大修館書店 2011
- 『日本語史の新視点と現代日本語』小林千草共編 勉誠出版 2014

## 論文
- Cinii

## 関連文献
- 大倉浩「追悼 小林賢次先生(1)(小林賢次博士追悼特集)」『日本語の研究』第9巻第4号、日本語学会、2013年、1-4頁、doi:10.20666/nihongonokenkyu.9.4_1。
- 小野正弘「追悼 小林賢次先生(2)(小林賢次博士追悼特集)」『日本語の研究』第9巻第4号、日本語学会、2013年、5-8頁、doi:10.20666/nihongonokenkyu.9.4_5。